# Зайцев, Константин Николаевич
Константин Николаевич Зайцев (16 декабря 1983, Донецк) — украинский и российский футболист, защитник и тренер. Сыграл более двухсот матчей в кубках и чемпионатах России.

## Карьера
Родился в Донецке, Украинская ССР. Воспитанник донецкого футбола, а именно УОР Сергея Бубки и «Шахтер» (Донецк). Перешел в «Металлург» из того же города, но сыграв за вторую команду только один матч, покинул команду, и перешел в недавно образованный «Славхлеб» из города Славянска, отыграл 12 матчей в любительском первенстве. Следующим клубом стала «Сталь» из Днепродзержинска. Данный клуб стал последним клубом из Украины для игрока.
В 2003 году игрок перешел в хабаровский «СКА-Энергию», за который играл в течение пяти сезонов. После краткого периода в подольском «Витязе» играл за «Мордовию», с которой вышел в премьер-лигу, но покинул клуб, не дебютировав в высшем дивизионе. В конце карьеры выступал за «Тюмень», рязанскую «Звезду» и брянское «Динамо».  
Играя за брянскую команду, получил травму колена. По совету Виктора Файзулина, с которым Константин Зайцев подружился ещё в хабаровском «СКА», операция на колене была сделана в Санкт-Петербурге. В городе на Неве Константин решил остаться в качестве тренера. 

### Тренерская карьера
Работал тренером в ДЮСШ «Мегаполис-Озерки» и «Владимирский Экспресс». В 2019 году — главный тренер команды «Алгоритм» Санкт-Петербург — участницы первенства (в первой лиге) и кубка Санкт-Петербурга. В декабре был вынужден покинуть клуб в связи заморозкой данного проекта. 
В декабре 2019 года стал помощником главного тренера профессионального клуба «Звезда», помощником главного тренера городского клуба «Звезда» и главным тренером городской молодёжной команды «Звезда-м». 12 января 2021 покинул клуб. 
В январе 2021 года назначен ассистентом главного тренера в армянском футбольном клубе «Ван» из Чаренцавана.
Со 2 марта 2022 является ассистентом главного тренера клуба «Знамя Труда», выступающего в ФНЛ-2. 